# جاده (فیلم ۱۹۵۴)
جاده که با نام ایتالیاییش لا استرادا (به ایتالیایی: La Strada) نیز شناخته می‌شود، فیلمی نئو-رئالیستی و درام محصول سال ۱۹۵۴ ایتالیا و به کارگردانی فدریکو فلینی است. فیلمنامه جاده توسط خود فلینی و تولیو پینلی و انیو فلاینیو نوشته شده است. فیلم دربارهٔ سفر و ماجرای دو شخصیت اصلی آن است: معرکه‌گیر قوی و خشن (با بازی آنتونی کویین) و دختر جوان نیمه‌خلی (با بازی جولیتا ماسینا) است که مرد او را از مادرش خریده و با خود می‌برد تا دنیا را ببیند.
فیلم برنده جایزه بهترین فیلم غیر انگلیسی زبان اسکار در سال ۱۹۵۶ شد و در جایگاه چهارم بهترین فیلم‌های انستیتوی فیلم بریتانیا در نظرسنجی از کارگردانان در سال ۱۹۹۲ قرار گرفت.

## پخش
فیلم اولین بار در فستیوال فیلم ونیز در ششم سپتامبر ۱۹۵۴ پخش شد و برندهٔ جایزهٔ شیر نقره‌ای گردید.